# Erzsi Kovács

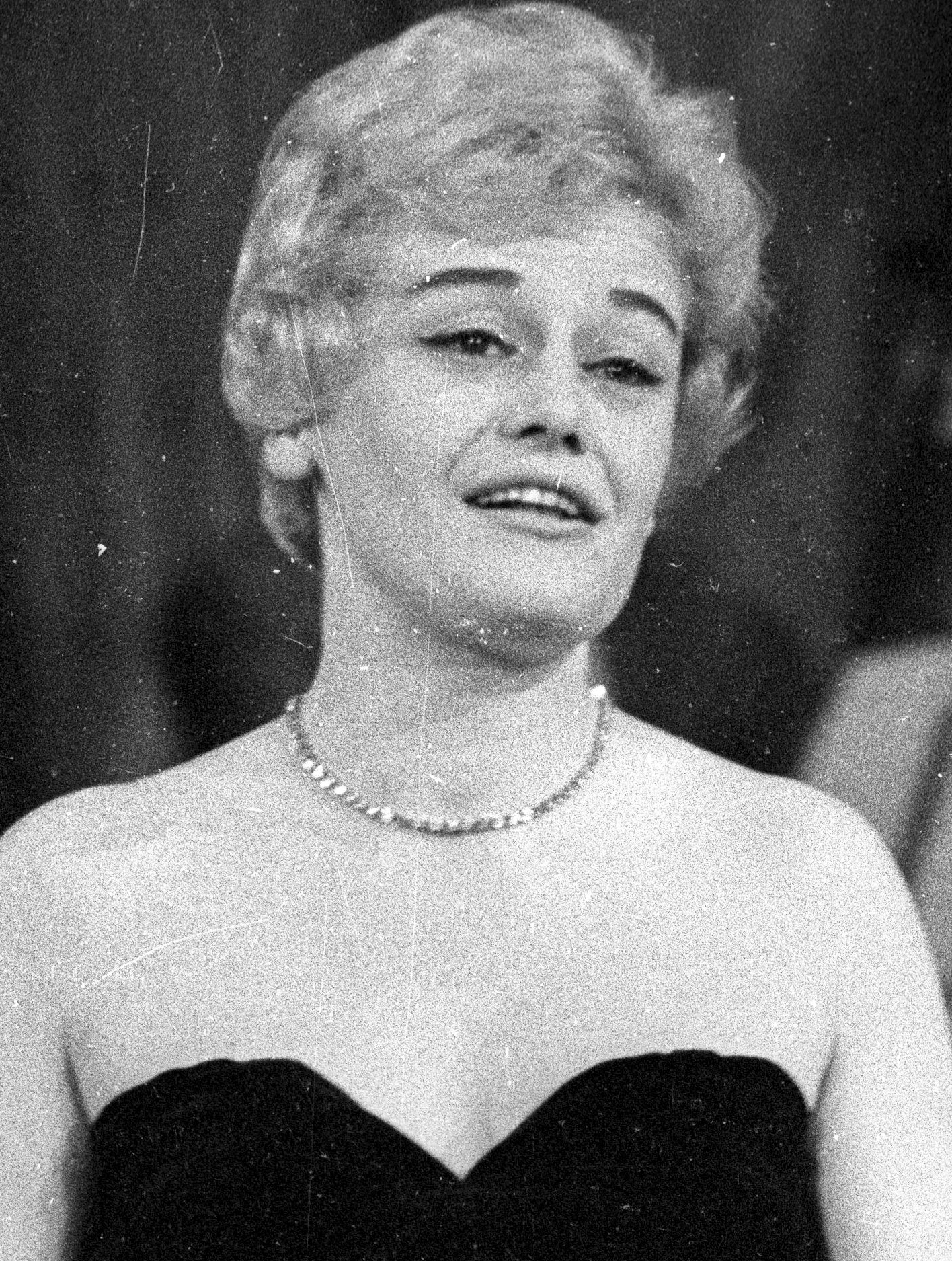
Erzsi Kovács (1959), Foto: Zoltán Szalay

Erzsi Kovács (* 2. Juni 1928 in Budapest; † 6. April 2014 ebenda; eigentlich Erzsébet Kovács) war eine ungarische Sängerin. Sie wurde vor allem durch ihre Interpretationen von Jazz, Blues und Bossa Nova bekannt und zählte zu den populärsten Stimmen Ungarns in der zweiten Hälfte des 20. Jahrhunderts.

## Leben
Bereits in den 1950er-Jahren war Kovács eine bekannte Figur der ungarischen Unterhaltungsmusik. Ihr künstlerischer Durchbruch gelang ihr mit Liedern wie „Régi óra halkan jár“. Ihre musikalische Bandbreite reichte von Táncdal über Pop bis hin zu Jazz und Bossa Nova. Ihr Stil wurde von internationalen Einflüssen geprägt, unter anderem auch durch Engagements im westlichen Ausland.
1951 versuchte sie gemeinsam mit ihrem Lebensgefährten, dem Fußballspieler Sándor Szűcs, aus Ungarn zu fliehen. Die Flucht wurde verraten, Szűcs wurde wegen „Hochverrats“ hingerichtet, Kovács zu vier Jahren Haft verurteilt.
Nach ihrer Entlassung kehrte sie zur Musik zurück und nahm eine Reihe erfolgreicher Schallplatten auf. In den 1970er-Jahren tourte sie im Ausland, unter anderem in Deutschland und Schweden. In späteren Jahren trat sie wieder vermehrt in Ungarn auf und veröffentlichte auch noch im hohen Alter neue Alben. Kovács starb am 6. April 2014 im Alter von 85 Jahren an einer Krebserkrankung.
Ihre Urne wurde am 9. Mai auf dem Nationalfriedhof an der Fiumer Straße beigesetzt.

## Diskografie (Auswahl)
- Tűzpiros virág (1985)
- Csavargó fantáziám (1989)
- Mosolyogva búcsúzom (2007)

## Auszeichnungen
- 2001: EMeRTon-Preis für das Lebenswerk[3]
- 2007: Verdienstkreuz der Republik Ungarn (Offizierskreuz)[4]